# Березовський Володимир Семенович
Володимир Семенович Березовський (9 жовтня 1882, Загірочко — 1956, м. Зґожелець, Польща) — український хоровий диригент, композитор.

## Життєпис
1905 року закінчив Державну гімназію з українською мовою навчання в Перемишлі. Від 1931 — радник податкового уряду в Тернополі, одночасно керував хором товариства «Боян» (1931—1938).
1940—1941 — хормейстер Тернопільського драматичного театру, інспектор Тернопільського обласного відділу культури.
Зі своїми хорами брав участь у концертах пам'яті Тараса Шевченка, Івана Франка, у фестивалях української пісні.
Після Другої світової війни працював у Польщі.
Автор творів для хорів, обробок українських народних пісень.